# Stina Hammarström
Stina Margareta Hammarström, född 21 februari 1945 i Stockholm, är en svensk bokförläggare och feminist. 
Hammarström, som är dotter till medicine doktor Sven Hammarström och socionom Karin Lamm, blev filosofie magister 1970. Hon var förlagsredaktör på Bokförlaget Prisma 1970–1979, bokförläggare och delägare i Hammarström & Åberg Bokförlag AB 1979–1990, förlagsredaktör på Rabén & Sjögrens bokförlag 1990–1993 och på Rabén-Prisma från 1994. Hon var medlem av Kvinnobulletinens redaktion 1979–1983. Hon var från 1979 gift med bokförläggare Gösta Åberg fram till hans bortgång 2018.